# Simtropolis
Simtropolis (ST, Simtrop) är en fansite för SimCity 4, grundad september 2002. Simtropolis är den största Sim City 4-fansajten med ungefär 175 000 medlemmar.[när?] På sajten kan man diskutera spelet i forum, ladda ner användarskapade moddar och byggnader från STEX (simtropolis exchange) och chatta. I forumen finns tips & trick, diskussioner och så kallade CJ:s (City Journals) som är forum skapade av användare som vill visa upp sin stad. Medlemskapet är fritt och omkostnaderna betalas med hjälp av donationer.
Trots att sajten är skapad på engelska och tänkt att användas av engelsktalande Sim City-spelare har den lockat till sig spelare från andra länder och är nu en internationell mötesplats.